# Seleuco (filho de Antíoco I Sóter)
Seleuco foi um filho de Antíoco I Sóter, que morreu cedo.
Antíoco I Sóter, filho de Seleuco I Nicátor e da persa Apama, casou-se com Estratonice, filha de Demétrio I Poliórcetes e Fila. Estratonice, filha de Demétrio Poliórcetes, havia sido esposa de Seleuco I Nicátor, com quem teve uma filha, Fila.
Após a morte de Seleuco, seu filho Antíoco I Sóter tomou Estratonice por esposa, e, segundo João Malalas, teve dois filhos com ela, Seleuco e Antíoco II Theos.
Segundo Eusébio de Cesareia, eles tiveram três filhos: Antíoco II Theos, Estratonice e Apama. Das filhas de Antíoco I Sóter, Estratonice se casou com Demétrio II da Macedônia e Apama se casou com Magas de Cirene.
Seleuco morreu ainda jovem.